# Gustaw Billewicz

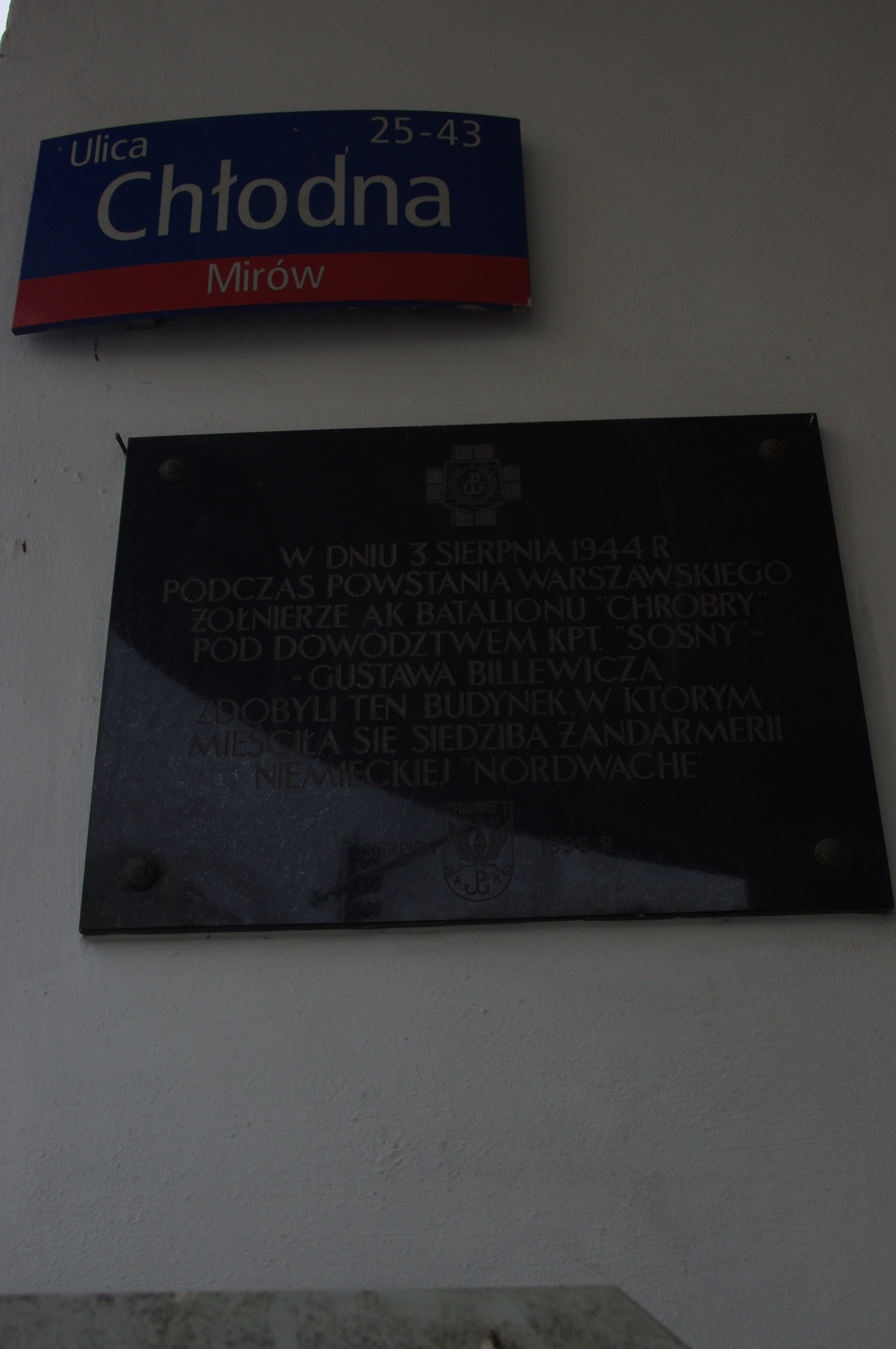
Tablica upamiętniająca zdobycie 3 sierpnia 1944 r., budynku przy ul. Chłodnej 25-43 w Warszawie przez oddział dowodzony przez Gustawa Billewicza

Gustaw Billewicz ps. „Sosna” (ur. 25 sierpnia 1907 w Summie, zm. 11 września 1944 w Warszawie) – major artylerii Wojska Polskiego.

## Życiorys

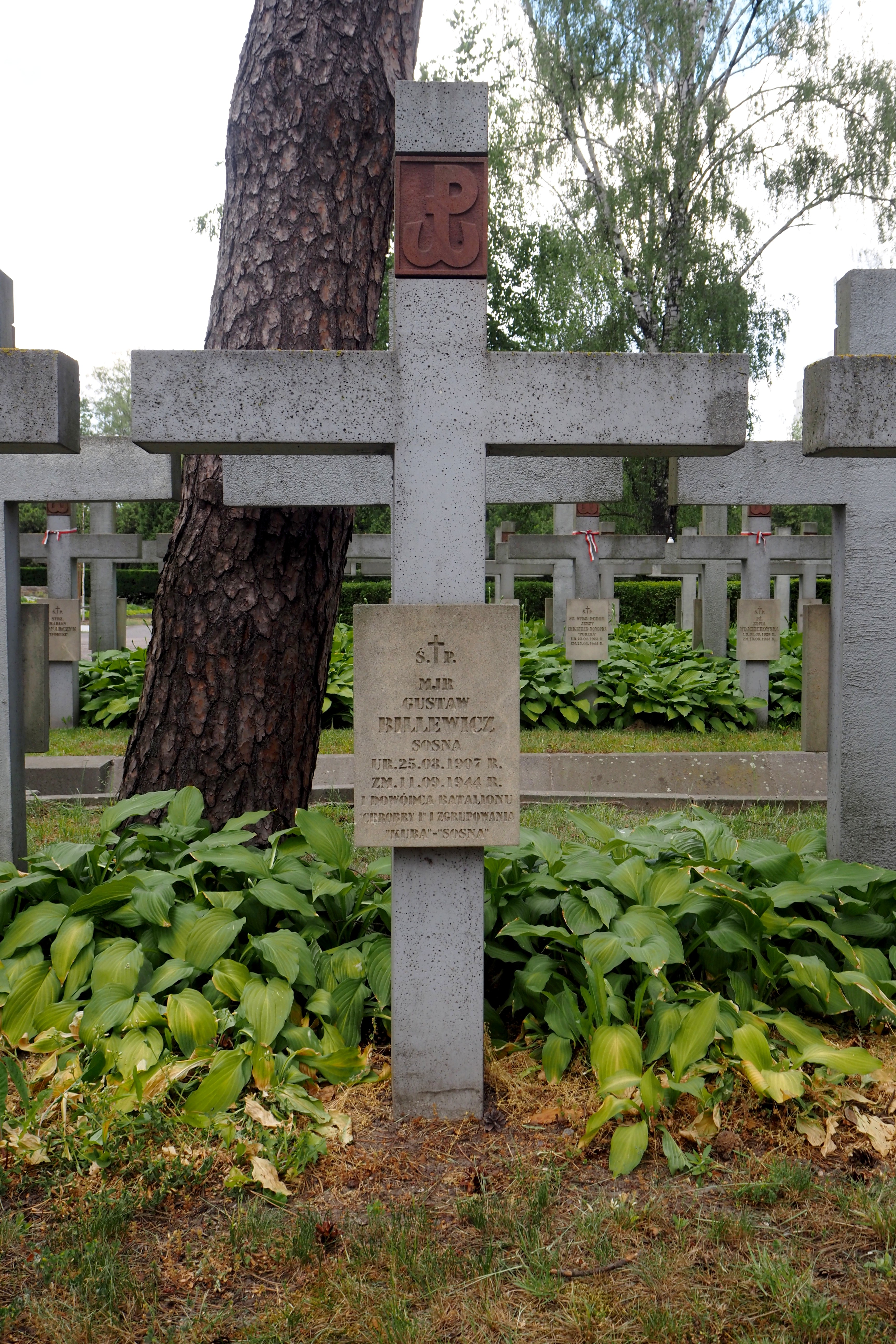
Grób mjr Gustawa Bilewicza na Cmentarzu Wojskowym na Powązkach w Warszawie

Urodził się w miejscowości Summa, w ówczesnej guberni archangielskiej, w rodzinie Jana, leśniczego, i Cecylii z Dąbrowskich. Po śmierci ojca wychowywany był przez matkę, która była spokrewniona z rodziną Józefa Piłsudskiego.
Po zakończeniu I wojny światowej wrócił wraz z matką do Polski i zamieszkał w Warszawie. Uczęszczał do Gimnazjum Władysława Giżyckiego, gdzie ukończył czwartą klasę i od września 1922 roku wstąpił do Korpusu Kadetów nr 2 w Modlinie. W 1927 roku otrzymał świadectwo dojrzałości i wstąpił do Oficerskiej Szkoły Artylerii w Toruniu, która w następnym roku została przemianowana na Szkołę Podchorążych Artylerii. 15 sierpnia 1929 roku Prezydent RP mianował go podporucznikiem ze starszeństwem z dniem 15 sierpnia 1929 roku i 109. lokatą w korpusie oficerów artylerii, a Minister Spraw Wojskowych wcielił do 18 pułku artylerii polowej w Ostrowi Łomżyńskiej (obecnie Ostrów Mazowiecka). Z dniem 1 stycznia 1932 roku jego jednostka została przemianowana na 18 pułk artylerii lekkiej. Z dniem 1 października 1934 roku został przeniesiony z dyspozycji Komendy Miasta Warszawy do 16 pułku artylerii lekkiej w Grudziądzu z jednoczesnym przeniesieniem z korpusu oficerów uzbrojenia do korpusu oficerów artylerii w stopniu porucznika ze starszeństwem z dniem 1 stycznia 1932 roku i 91. lokatą. W pułku od lutego 1935 roku pełnił obowiązki dowódcy baterii, a w 1936 roku został zatwierdzony na tym stanowisku.
Uczestniczył w kampanii wrześniowej, pełniąc funkcję adiutanta 16 pułku artylerii lekkiej, wchodzącego w skład 16 Dywizji Piechoty. Po walkach nad Bzurą przedostał się przez Puszczę Kampinoską do Modlina, gdzie od 21 września 1939 roku był adiutantem I dywizjonu 16 lułku artylerii lekkiej. Uczestniczył m.in. w obronie twierdzy Modlin. Po kapitulacji Modlina dostał się do niewoli niemieckiej i został osadzony w obozie Soldau (KL) w Działdowie.
Po zwolnieniu z niewoli w październiku 1939 roku wrócił do Warszawy i pod koniec tego roku wszedł w skład tzw. sztabu dywersji Dowództwa Głównego SZP. Następnie przechodzi do Polskiej Organizacji Zbrojnej (POZ). W 1941 roku wyjechał na Wileńszczyznę, skąd wrócił w grudniu 1941 roku do Warszawy, dalej działając w POZ. W sierpniu 1942 roku po scaleniu POZ z Armią Krajową będąc dowódcą XI Zgrupowania w 4 Rejonie Obwodu Śródmieście WSOP Okręgu Warszawa AK. Pełnił tę funkcję do momentu wybuchu powstania warszawskiego.
Po wybuchu powstania warszawskiego dowodził batalionem „Chrobry I” (powstałym na bazie WSOP) walczył na terenie Starego Miasta. 13 sierpnia 1944 roku dowódca Armii Krajowej awansował go do stopnia majora „za wybitne dowodzenie na polu walki”. W tym samym dniu został mianowany dowódcą Zgrupowania „Kuba – Sosna”. W dniu 7 września przeszedł kanałami do Śródmieścia i został dowódcą odcinka wschodniego w Obwodzie Śródmieście-Południe (obsadzony przez Zgrupowanie „Kuba – Sosna”).
Został ciężko ranny podczas powstania warszawskiego, 9 września w Śródmieściu na ul. Chmielnej. Wkrótce – 11 września zmarł w szpitalu przy ul. Mokotowskiej 55. Został pochowany na cmentarzu Wojskowym m na Powązkach (kwatera B8-6-39).

## Życie prywatne
Jego pierwszy brat poległ w 1918, drugi, ppor. Witold Billewicz, poległ w bitwie pod Kockiem w 1939.

## Ordery i odznaczenia
- Krzyż Srebrny Orderu Virtuti Militari (18 sierpnia 1944)[6].
- Krzyż Walecznych (dwukrotnie - 1939, 1944)